# Joan Higginbotham
Joan Elizabeth Miller Higginbotham (Chicago, 3 agosto 1964) è un'ex astronauta statunitense. Ha partecipato alla missione spaziale Shuttle STS-116 come specialista di missione. 

## Biografia
Higginbotham è nata nell'Illinois, nel 1987 ha conseguito un bachelor of science in ingegneria elettronica presso la Southern Illinois University Carbondale, dopodiché ha iniziato a lavorare al centro spaziale Kennedy alla divisione dei sistemi elettronici e di telecomunicazione in qualità di ingegnere elettronico del carico.
Nell'aprile del 1996 è stata selezionata come candidato astronauta. Ha volato con lo Shuttle nel dicembre 2006 nella missione STS-116 diretta verso la Stazione spaziale internazionale nella quale ha trascorso 12 giorni, 20 ore, 44 minuti e 16 secondi nello spazio.

## Curiosità
- Appare nel videoclip di Superwoman, canzone di Alicia Keys.